# 莱奥纳尔多·彼得拉·卡普里纳
莱奥纳尔多·彼得拉·卡普里纳（義大利語：Leonardo Pietra Caprina，1997年9月25日—），意大利男子赛艇运动员。他曾代表意大利参加美国萨拉索塔举行的2017年世界赛艇锦标赛，获得男子八人单桨有舵手铜牌。